# MTV Movie Awards 1995
Die MTV Movie Awards 1995 wurden am 10. Juni 1995 verliehen. Mit fünf Auszeichnungen war Speed der Gewinner des Abends.

## Moderator
Durch die Gala führten Jon Lovitz und Courteney Cox.

## Auszeichnungen

### Bester Film
Pulp Fiction
- Forrest Gump
- Interview mit einem Vampir (Interview with the Vampire: The Vampire Chronicles)
- Speed
- The Crow – Die Krähe (The Crow)

### Bester Schauspieler
Brad Pitt – Interview mit einem Vampir (Interview with the Vampire: The Vampire Chronicles)
- Tom Hanks – Forrest Gump
- Brandon Lee – The Crow – Die Krähe (The Crow)
- Keanu Reeves – Speed
- John Travolta – Pulp Fiction

### Beste Schauspielerin
Sandra Bullock – Speed
- Jamie Lee Curtis – True Lies – Wahre Lügen (True Lies)
- Jodie Foster – Nell
- Meg Ryan – When a Man Loves a Woman – Eine fast perfekte Liebe (When a Man Loves a Woman)
- Uma Thurman – Pulp Fiction

### Begehrtester Schauspieler
Brad Pitt – Interview mit einem Vampir (Interview with the Vampire: The Vampire Chronicles)
- Tom Cruise – Interview mit einem Vampir (Interview with the Vampire: The Vampire Chronicles)
- Andy García – When a Man Loves a Woman – Eine fast perfekte Liebe (When a Man Loves a Woman)
- Keanu Reeves – Speed
- Christian Slater – Interview mit einem Vampir (Interview with the Vampire: The Vampire Chronicles)

### Begehrteste Schauspielerin
Sandra Bullock – Speed
- Halle Berry – Flintstones – Die Familie Feuerstein (The Flintstones)
- Cameron Diaz – Die Maske (The Mask)
- Demi Moore – Enthüllung (Disclosure)
- Sharon Stone – The Specialist

### Bester Newcomer
Kirsten Dunst – Interview mit einem Vampir (Interview with the Vampire: The Vampire Chronicles)
- Tim Allen – The Santa Clause – Eine schöne Bescherung (The Santa Clause)
- Cameron Diaz – Die Maske (The Mask)
- Hugh Grant – Vier Hochzeiten und ein Todesfall (Four Weddings and a Funeral)
- Mykelti Williamson – Forrest Gump

### Bestes Filmpaar
Sandra Bullock & Keanu Reeves – Speed
- Jim Carrey & Jeff Daniels – Dumm und Dümmer (Dumb & Dumber)
- Tom Cruise & Brad Pitt – Interview mit einem Vampir (Interview with the Vampire: The Vampire Chronicles)
- Woody Harrelson & Juliette Lewis – Natural Born Killers
- Samuel L. Jackson & John Travolta – Pulp Fiction

### Bester Filmschurke
Dennis Hopper – Speed
- Tom Cruise – Interview mit einem Vampir (Interview with the Vampire: The Vampire Chronicles)
- Jeremy Irons – Der König der Löwen (The Lion King)
- Tommy Lee Jones – Explosiv – Blown Away (Blown Away)
- Demi Moore – Enthüllung (Disclosure)

### Bester Filmkomiker
Jim Carrey – Dumm und Dümmer (Dumb and Dumber)
- Tim Allen – The Santa Clause – Eine schöne Bescherung (The Santa Clause)
- Tom Arnold – True Lies – Wahre Lügen (True Lies)
- Jim Carrey – Die Maske (The Mask)
- Adam Sandler – Billy Madison – Ein Chaot zum Verlieben (Billy Madison)

### Bester Filmsong
„Big Empty“ – The Crow – Die Krähe (The Crow) – Stone Temple Pilots
- „Can You Feel the Love Tonight“ – Der König der Löwen (The Lion King) – Elton John
- „Girl, You'll be a Woman Soon“ – Pulp Fiction – Urge Overkill
- „I'll Remember“ – Ein genialer Freak (With Honors) – Madonna
- „Regulate“ – Above the Rim – Warren G

### Bester Filmkuss
Jim Carrey & Lauren Holly – Dumm und Dümmer (Dumb & Dumber)
- Sandra Bullock & Keanu Reeves – Speed
- Jamie Lee Curtis & Arnold Schwarzenegger – True Lies – Wahre Lügen (True Lies)
- Julie Delpy & Ethan Hawke – Before Sunrise
- Woody Harrelson & Juliette Lewis – Natural Born Killers

### Beste Tanz-Sequenz
John Travolta & Uma Thurman – Pulp Fiction
- Christopher Daniel Barnes, Jennifer Elise Cox, Olivia Hack, Jesse Lee Soffer, Paul Sutera & Christine Taylor – Die Brady Family (The Brady Bunch Movie)
- Tia Carrere & Arnold Schwarzenegger – True Lies – Wahre Lügen (True Lies)
- Jim Carrey & Cameron Diaz – Die Maske (The Mask)

### Beste Action-Sequenz
Speed 
- Das Kartell (Clear and Present Danger)
- Explosiv – Blown Away (Blown Away)
- True Lies – Wahre Lügen (True Lies)

### Sonstige Awards
- Bester Neuer Filmemacher: Steve James für: Hoop Dreams